# Carl Gustaf Mosander
Carl Gustaf Mosander (Kalmar, Suècia 10 de setembre de 1797 - Lovön, 15 d'octubre de 1858), fou un químic suec descobridor dels elements lantani, erbi i terbi.
Va néixer el 10 de setembre de 1797 a la ciutat de Kalmar, població situada al comtat del mateix nom, on va estudiar fins que l'any 1809 es traslladà a Estocolm. En aquesta ciutat estudià farmàcia, graduant-se l'any 1817, atret però per la medicina va matricular-se a l'Institut Karolinska, on es va graduar l'any 1820 i s'especialitzà en cirurgia. Deixeble de Jöns Jacob Berzelius l'any 1836 el va succeir com a professor de química i farmàcia del mateix Institut, així mateix fou assistent de la col·lecció mineralògica del Museu d'Història Nacional de Suècia.
Va morir el 15 d'octubre de 1858 a la ciutat de Lovön, població situada al comtat d'Estocolm.